# Ranfurly Shield
Der Ranfurly Shield, auch bekannt als Log of Wood, ist die prestigeträchtigste Trophäe in Neuseeland in der Sportart Rugby Union. Das erste Spiel um den Ranfurly Shield wurde 1904 ausgetragen. Der Wettbewerb basiert bis heute auf einem Herausforderungssystem, anstatt auf einem Liga- oder K.-o.-System. Der Inhaber des Shield muss die Trophäe in Herausforderungsspielen verteidigen. Falls der Herausforderer siegt, so wird dieser der neue Inhaber des Shield.
Obwohl die Professionalisierung des Rugbys Turniere wie den Mitre 10 Cup und Super Rugby hervorgebracht hat, gilt der Ranfurly Shield noch immer als bedeutendster Preis im neuseeländischen Rugby. Dies ist vor allem seiner langen Geschichte und dem Umstand zu verdanken, dass jede Herausforderung den Charakter eines Endspiels um die Verteidigung des Shield besitzt.
Der aktuelle Shieldinhaber ist die Hawke’s Bay Rugby Union. Sie gewann ihn gegen die Otago Rugby Football Union am 4. Oktober 2020.

## Geschichte
1901 erklärte der damalige Generalgouverneur Neuseelands, Uchter Knox, 5. Earl of Ranfurly, dass er dem nationalen Rugbyverband New Zealand Rugby Union (NZRU) einen Pokal stiften werde. Als ihr der Pokal (eigentlich eine Schale) überreicht wurde, entschied die NZRU, dass er der besten Provinzmannschaft des Jahres 1902 verliehen werden sollte, die diesen dann in jedem Heimspiel verteidigen muss. Der Shield war ursprünglich als Fußballtrophäe vorgesehen, und nicht als Rugbytrophäe. Auf der Gravur in der Mitte war ein Fußballspieler abgebildet. Die Abbildung wurde geändert, indem man Malstangen am Fußballtor hinzufügte, so dass sie wie eine Rugbyspielszene aussieht.
Die Mannschaft der Auckland RFU, die 1902 ungeschlagen blieb, wurde als erste Mannschaft mit dem Shield ausgezeichnet. 1903 tourte Auckland und trug aus diesem Grund keine Heimspiele aus. Deshalb musste es den Shield in diesem Jahr nicht verteidigen. Die erste Verteidigung fand 1904 gegen die Wellington RFU statt. Sie war erfolglos, da Auckland mit 3:6 verlor. Seit der Einführung der neuseeländischen Rugbymeisterschaft National Provincial Championship (NPC) im Jahr 1976 sind alle Heimspiele, die der Shield-Inhaber in der NPC spielt, automatisch Herausforderungen.
Als die Canterbury RFU den Shield 1994 gegen die Waikato RU gewann, war er in einem schlechten Zustand. Er hatte große Risse und viele Beulen. Nahezu ein Jahrhundert des Gebrauchs hatte seine Spuren hinterlassen. Canterburyspieler Chris England, ein ausgebildeter Tischler, restaurierte den Shield und verhalf ihm wieder zu alter Schönheit.

## Regeln
Der Shield-Inhaber am Ende jeder Saison ist dazu verpflichtet, mindestens sieben Herausforderungen für das nächste Jahr anzunehmen. Neben allen Heimspielen während der Meisterschaft (außer in der K.-o.-Phase) muss der Shieldinhaber außerdem vor jeder Saison Herausforderungen von Provinzen aus der jeweils anderen Spielklasse annehmen.
Der Shield-Inhaber kann nicht dazu gezwungen werden, den Shield in einem Auswärtsspiel zu verteidigen, außer wenn er sich dafür explizit entschieden hat. Auckland machte dies zum Beispiel in einer Anzahl von Spielen während ihrer Rekordverteidigung von 1985 bis 1993.
Falls ein Herausforderer den Shield gewinnt, ist er für alle restlichen Heimspiele der Saison der Verteidiger.

## Shield-Inhaber

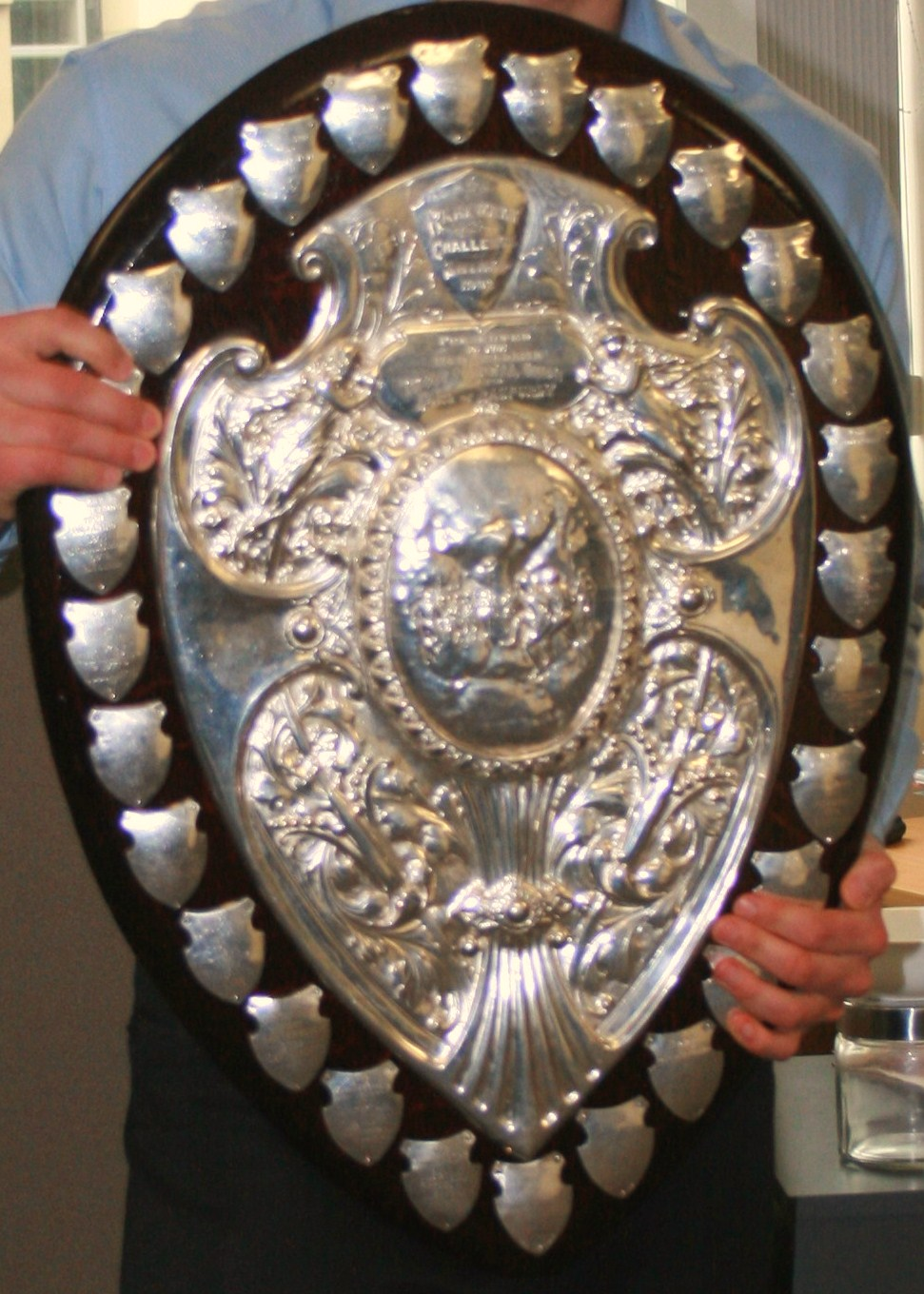
Ranfurly Shield

Stand: Juli 2022
| Provinz          | Gewonnen           | Erfolgreich verteidigt |
| ---------------- | ------------------ | ---------------------- |
| Auckland         | 1902               | 0                      |
| Wellington       | 6. August 1904     | 04                     |
| Auckland         | 26. August 1905    | 23                     |
| Taranaki         | 16. August 1913    | 06                     |
| Wellington       | 10. September 1914 | 15                     |
| Southland        | 15. September 1920 | 01                     |
| Wellington       | 10. September 1921 | 02                     |
| Hawke’s Bay      | 9. August 1922     | 24                     |
| Wairarapa        | 3. Juni 1927       | 02                     |
| Manawatu         | 6. August 1927     | 02                     |
| Canterbury       | 7. September 1927  | 01                     |
| Wairarapa        | 18. Juli 1928      | 08                     |
| Southland        | 31. August 1929    | 03                     |
| Wellington       | 3. September 1930  | 01                     |
| Canterbury       | 22. August 1931    | 15                     |
| Hawke’s Bay      | 16. August 1934    | 02                     |
| Auckland         | 8. September 1934  | 01                     |
| Canterbury       | 10. August 1935    | 04                     |
| Otago            | 21. September 1935 | 08                     |
| Southland        | 31. Juli 1937      | 0                      |
| Otago            | 30. Juli 1938      | 05                     |
| Southland        | 10. September 1938 | 11                     |
| Otago            | 2. August 1947     | 18                     |
| Canterbury       | 16. August 1950    | 0                      |
| Wairarapa        | 2. September 1950  | 0                      |
| South Canterbury | 16. September 1950 | 0                      |
| North Auckland   | 30. September 1950 | 02                     |
| Waikato          | 18. August 1951    | 06                     |
| Auckland         | 9. August 1952     | 0                      |
| Waikato          | 23. August 1952    | 06                     |
| Wellington       | 1. August 1953     | 05                     |
| Canterbury       | 19. September 1953 | 23                     |
| Wellington       | 22. September 1956 | 04                     |
| Otago            | 24. August 1957    | 01                     |
| Taranaki         | 28. September 1957 | 13                     |
| Southland        | 5. September 1959  | 0                      |
| Auckland         | 23. September 1959 | 02                     |
| North Auckland   | 20. August 1960    | 01                     |
| Auckland         | 31. August 1960    | 25                     |
| Wellington       | 31. August 1963    | 0                      |
| Taranaki         | 7. September 1963  | 15                     |
| Auckland         | 11. September 1965 | 03                     |
| Waikato          | 27. August 1966    | 0                      |
| Hawke’s Bay      | 24. September 1966 | 21                     |
| Canterbury       | 27. September 1969 | 09                     |
| Auckland         | 28. August 1971    | 01                     |
| North Auckland   | 18. September 1971 | 06                     |
| Auckland         | 26. August 1972    | 0                      |

| Provinz          | Gewonnen           | Erfolgreich verteidigt |
| ---------------- | ------------------ | ---------------------- |
| Canterbury       | 5. September 1972  | 02                     |
| Marlborough      | 28. Juli 1973      | 06                     |
| South Canterbury | 17. August 1974    | 01                     |
| Wellington       | 3. September 1974  | 01                     |
| Auckland         | 21. September 1974 | 10                     |
| Manawatu         | 21. August 1976    | 13                     |
| North Auckland   | 12. September 1978 | 05                     |
| Auckland         | 21. September 1979 | 06                     |
| Waikato          | 7. September 1980  | 08                     |
| Wellington       | 1. August 1981     | 04                     |
| Canterbury       | 18. September 1982 | 25                     |
| Auckland         | 14. September 1985 | 61                     |
| Waikato          | 18. September 1993 | 05                     |
| Canterbury       | 3. September 1994  | 08                     |
| Auckland         | 23. September 1995 | 03                     |
| Taranaki         | 24. August 1996    | 01                     |
| Waikato          | 8. September 1996  | 01                     |
| Auckland         | 4. Oktober 1996    | 06                     |
| Waikato          | 5. Oktober 1997    | 21                     |
| Canterbury       | 23. September 2000 | 23                     |
| Auckland         | 11. Oktober 2003   | 02                     |
| Bay of Plenty    | 15. August 2004    | 01                     |
| Canterbury       | 5. September 2004  | 14                     |
| North Harbour    | 24. September 2006 | 03                     |
| Waikato          | 25. August 2007    | 0                      |
| Canterbury       | 1. September 2007  | 01                     |
| Auckland         | 29. September 2007 | 05                     |
| Wellington       | 20. September 2008 | 04                     |
| Canterbury       | 29. August 2009    | 04                     |
| Southland        | 22. Oktober 2009   | 06                     |
| Canterbury       | 9. Oktober 2010    | 01                     |
| Southland        | 23. Juli 2011      | 02                     |
| Taranaki         | 24. August 2011    | 07                     |
| Waikato          | 3. Oktober 2012    | 04                     |
| Otago            | 23. August 2013    | 0                      |
| Hawke’s Bay      | 1. September 2013  | 0                      |
| Counties Manukau | 7. September 2013  | 06                     |
| Hawke’s Bay      | 30. August 2014    | 04                     |
| Waikato          | 9. Oktober 2015    | 06                     |
| Canterbury       | 28. September 2016 | 06                     |
| Taranaki         | 6. Oktober 2017    | 05                     |
| Waikato          | 9. September 2018  | 02                     |
| Otago            | 13. Oktober 2018   | 06                     |
| Canterbury       | 28. September 2019 | 02                     |
| Taranaki         | 19. September 2020 | 0                      |
| Otago            | 27. September 2020 | 0                      |
| Hawke’s Bay      | 4. Oktober 2020    | 08                     |